# فروت هیل (اوهایو)
فروت هیل (به انگلیسی: Fruit Hill) یک منطقهٔ مسکونی در ایالات متحده آمریکا است که در شهرستان همیلتون، اوهایو واقع شده‌است. فروت هیل ۳٫۳ کیلومتر مربع مساحت و ۳٬۷۵۵ نفر جمعیت دارد و ۲۲۱ متر بالاتر از سطح دریا واقع شده‌است.